# Довойны
Дово́йны (пол. Dowoyna, Dowojna, Dowojno) — шляхетский род герба «Шелига». Некоторое время занимали важное положение в Великом княжестве Литовском.
Предок его подписал в 1401 г., совместно с другими литовскими вельможами, договор о сохранении верности польскому королю. Воевода полоцкий Станислав Довойна был послом в Москве в 1542—1554 годах.
Род внесён в VI часть родословной книги Виленской губернии.
Отдельная ветвь рода представлена гербом «Заремба».